# Конвой суден

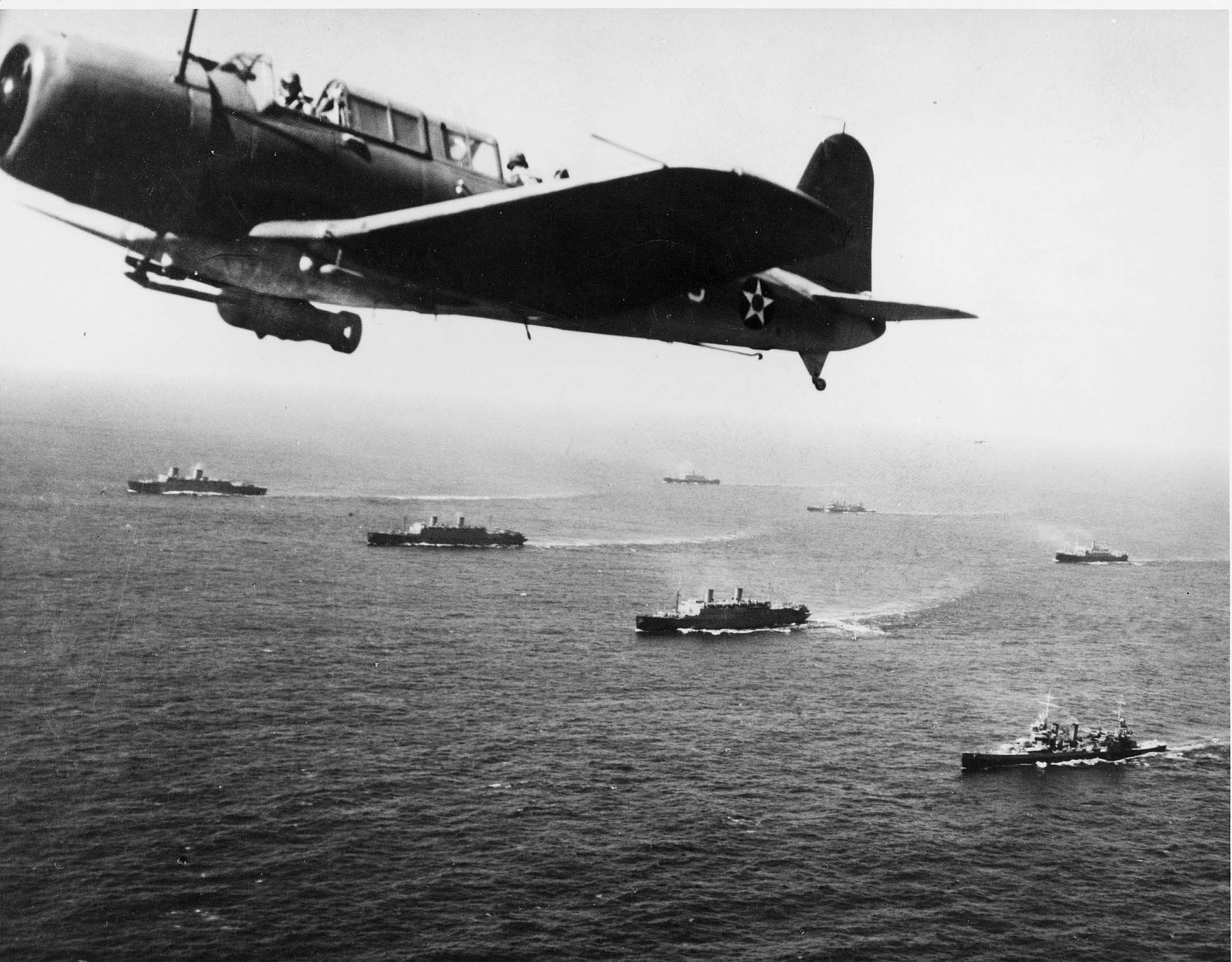
Конвой торговельних суден під прикриттям з повітря здійснює перехід морем біля Кейптауна. Друга світова війна

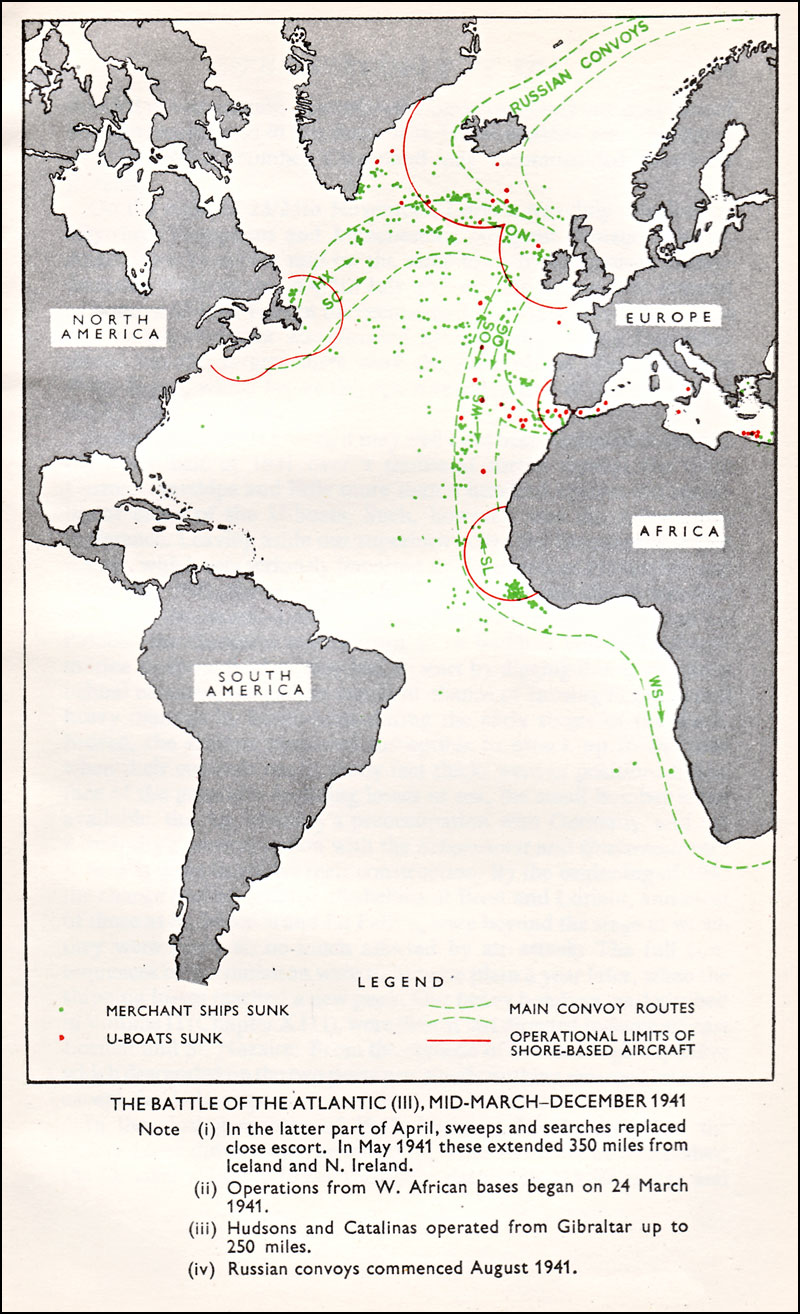
Основні конвойні маршрути через Атлантику протягом 1941

Конво́й суден або морський конвой — спеціальне формування з торгових, допоміжних суден і кораблів охорони, створюване для безпечного переходу суден морем. Формується на час переходу транспортів від вихідного пункту до пункту призначення.

## Історія та основи конвоювання
Конвой суден застосовувалися з давніх часів для захисту торгового судноплавства від нападу піратських і каперських кораблів. Під час війни конвоювання ставало нормою судноплавства і в ряді країн вводилося в законодавчому порядку. Наприклад, в Англії в 1798 був виданий «Конвойний акт», що зобов'язував торгові судна плавати в воєнний час під охороною кораблів.
З появою підводних човнів та авіації конвої суден став основним способом захисту транспортів у воєнний час. У 1-у світову війну англійцям вдалося знизити втрати свого торговельного флоту від активних дій підводних човнів Імператорських ВМС Німеччини, головним чином завдяки введенню системи конвоїв. У величезних масштабах, ніж будь-коли в минулому, здійснювався перехід транспортів у складі конвоїв суден в роки 2-ї світової війни Так, в листопаді 1941 транспортні судна з військами, озброєнням, боєприпасами, продовольством під охороною кораблів Чорноморського флоту здійснили 178 рейсів в Севастополь, евакуювали звідти понад 26 тис. чол. і вивезли 25,6 тис. т вантажів.
Для захисту радянського судноплавства від нападу німецьких кораблів та авіації діяла система конвоїв суден в Білому, Баренцовому і Карському морях в 1941-44. В Атлантичному океані й прилеглих до нього морях з 1939 по 1945 проведено 2200 океанських і 7700 прибережних конвоїв суден із загальною чисельністю суден 75 тис. і 173 тис. відповідно.
За кількістю суден, що входили до складу конвоїв вони поділялися:
- на надвеликі — понад 100,
- великі — від 30 до 100,
- середні — від 10 до 30 і
- малі — до 10 суден;

в залежності від швидкості ходу:
- на швидкохідні — понад 15 вузлів (28 км/год) і
- тихохідні — менш ніж 15 вузлів. Зазвичай на кожні 2-3 транспорту в малих і 7-10 транспортів у великих конвоях виділявся один корабель охорони. Для посилення системи оборони конвою від підводних човнів та авіації в США, Великій Британії та інших країнах було розпочато будівництво спеціальних конвойних кораблів: фрегатів, корветів, ескортних міноносців і авіаносців.

В умовах сучасної війни найбільшу загрозу для конвоїв суден можуть представляти підводні човни з ракетним і торпедним озброєнням, особливо атомні підводні човні, а також авіація. Тому охорона конвою організовується з урахуванням ступеня цих загроз.
Типовий похідний ордер (порядок) конвою суден включає: а) кілька кільватерних колон транспортних суден до 5-6 одиниць у кожній колоні. При цьому головні суду утворюють стрій фронту. Як правило, ширина фронту ордера в 2-3 рази перевищує довжину найбільшої колони. Дистанція між судами в колоні становить 3—4 кабельтових (1 кабельтов = 185,2 м), а інтервал між колонами — 5 кабельтових. При загрозі застосування противником ядерної зброї ці відстані збільшуються до 10 кабельтових і більше;
б) безпосередня протичовнова корабельна охорона, що складається з есмінців та інших кораблів, розташованих навколо суден, що охороняються на відстані 20-30 кабельтових. Кількість кораблів призначається з розрахунку створення суцільної зони гідроакустичного спостереження;
в) ближня протичовнова і протиповітряна охорона, що включає есмінці й фрегати, в тому числі оснащені системами ЗКРЗ (зенітної керованої ракетної зброї), розташованої за безпосередньою охороною в 20-30 милях (1 миля = 1852 м) від охорони суден;
г) дальня протичовнова охорона у складі авіаносної багатоцільовий групи (АБГ) або корабельних пошуково-ударних груп (КПУГ), що прямують на відстані в 40-50 миль попереду суден, що охороняються. Названі групи висуваються на ті напрямки, де існує найбільша загроза нападу підводних човнів противника. У 100—200 милях попереду, але курсом конвою може передувати авіаносна багатоцільова група, а також здійснюватися протичовнове патрулювання літаками палубної авіації. Загальна зона активного протичовнового спостереження навколо конвою простягається на 100 миль і більше.
Система конвоїв з добре організованою протичовновою обороною і ППО залишається основним способом захисту транспортів у воєнний час на переході морем. Разом з тим вона має істотні недоліки: швидкість руху конвою обмежена швидкістю найбільш тихохідного судна; значить, втрати часу на очікування завершення навантаження всіх суден конвою призводять до зниження коефіцієнта корисного використання торгових судів; зосередження в конвою великої кількості суден створює можливість для нанесення їм великих втрат ракетно-ядерною зброєю.